# Austruweel
Austruweel,, (en néerlandais : Oosterweel) est un village belge au nord de la ville d'Anvers, aujourd'hui disparu à la suite de l'élargissement du port d'Anvers.
Jusqu'à sa disparition, Austruweel était le village le plus bas de Belgique.[réf. nécessaire]

## Démographie
En 1900, au moment où le village avait le plus d'habitants, il en comptait 1075.
Les docks pétroliers d'Anvers se trouvent maintenant sur le site de l'ancien village. 
L'ancienne commune d'Austruweel, qui existait jusqu'en 1929, faisait partie du district d'Anvers, au même titre qu'Oorderen et Wilmarsdonk, et avait pour code postal 2030.

## Histoire

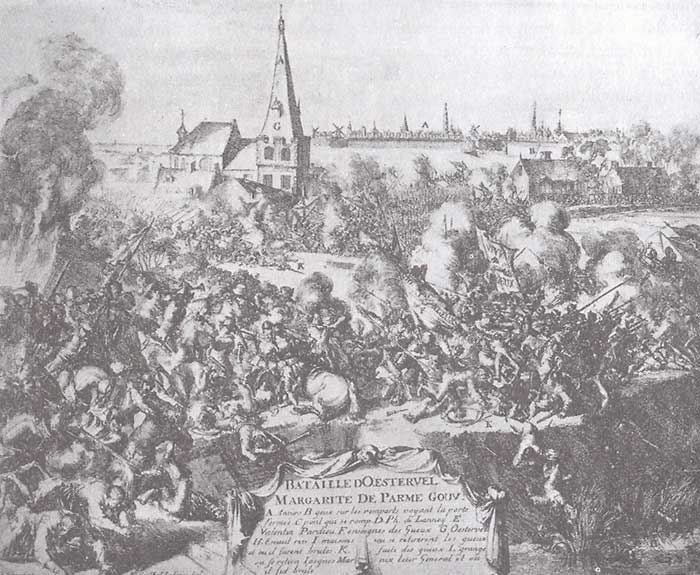
Bataille d'Austruweel, noté Oestervel sur le gravure.

La première mention du village date de 1210. On trouve les noms plus anciens d'Oestervel, Ousterweel, Austerweel, Osterwele et Otserwele.
En 1567 la bataille d'Austruweel y a eu lieu. Les troupes espagnoles y ont anéanti les Gueux commandés par Jean de Marnix. Certains historiens considèrent cette bataille comme le début de la guerre de 80 ans.
Le 6 septembre 1889, l'explosion de l'une usine de poudre à canon 95 morts.

## Démographie
- Source: NIS; Note: recensements de 1806 à 1920 inclus; 1929 = population au 31 décembre
- 1887: distance de 1,71 km² avec 250 habitants à Anvers
- 1914: distance de 1,90 km² avec 12 habitants à Anvers

## Habitants célèbres
- Louis Michielsens (1887-1943), homme politique
- Maria Gevaert (1916-1983), homme politique

## Traces
Le nom du village est utilisé pour le projet controversé d'une future fermeture du Ring d'Anvers via la liaison d'Austruweel ou liaison Oosterweel. La construction de celle-ci a débuté en 2018.
À l'ouest du Noordkasteel d'Anvers, l'ancienne église d'Austruweel et un pont de l'ancienne chaussée d'Austruweel ont été préservés en tant que monument.
Les autres villages des polders qui ont disparu sont: Lillo, Oorderen et Wilmarsdonk.